# 德懷特·埃文斯
德懷特·麥可·「杜威」·埃文斯（英語：Dwight Michael "Dewey" Evans，1951年11月3日—），為美國職棒大聯盟的右外野手，生涯曾效力過紅襪與金鶯兩隊。埃文斯生涯入選過3次全明星賽，以及8次金手套獎。他的生涯出賽數為紅襪隊史球員中次高，僅次於卡爾·雅澤姆斯基。

## 職業生涯

### 波士頓紅襪
1972年9月16日，埃文斯登上大聯盟。該年他57個打數擊出15支安打，並敲出1轟與6分打點。
1973年，埃文斯正式成為球隊的主力右外野手。該年他的打擊率為2成23，並敲出10轟與32分打點。隔年他的打擊率上升到2成81，並敲出10轟與70分打點。1975年，紅襪在美聯冠軍賽稜掃運動家，不過埃文斯僅擊出一支安打。在世界大賽上，埃文斯繳出2成92的打擊率，另有1轟與5分打點。他在第六戰延長賽曾上演一次飛撲接殺美技，並快傳一壘完成雙殺。不過最終紅襪仍以3勝4敗輸給紅人，無緣拿下冠軍。
除了1977年因為膝蓋受傷減少出賽，埃文斯在1970年代末都能穩定出賽至少146場比賽。他在1978年入選生涯首次明星賽。1981年，他的壘打數、OPS、保送都是生涯新高，還拿下美聯全壘打王。該年他的打擊率高達2成96，不僅入選第二次明星賽，還拿下生涯首座金手套獎。
1982年至1984年間，埃文斯都全勤出賽。他在1984年6月28日達成完全打擊，並在1986年開幕戰敲出首打席全壘打。1986年，紅襪隊在美聯冠軍賽擊敗天使。世界大賽上，埃文斯繳出3成08的打擊率，並敲出2轟與9分打點。可惜球隊最後因為再見失誤，又與冠軍擦肩而過。
1987年，35歲的埃文斯又邁入一次生涯高峰。他繳出3成05的打擊率，外帶34轟與123分打點的生涯新高成績。不僅入選明星賽，奪得銀棒獎，還在MVP票選上拿下第四名。1988年，他的打擊率為2成93，並敲出21轟與111分打點。1989年，埃文斯開始擔任外野手兼指定打擊。該年他的打擊率為2成85，並敲出20轟與100分打點。1990年，38歲的埃文斯已轉型成全職指定打擊。這年他的打擊率為2成49，並敲出13轟與63分打點。球季結束後，他被紅襪隊釋出。

### 巴爾的摩金鶯
1990年12月6日，埃文斯和金鶯隊簽下1年合約。隔年他出賽101場比賽，打擊率為2成70，並敲出6轟與38分打點。球隊在1992年春訓將埃文斯釋出，他的大聯盟之旅正式畫下句點。

## 退休之後
埃文斯曾在1994年和2002年分別擔任洛磯和紅襪的打擊教練。2000年，埃文斯入選紅襪隊名人堂。

### 名人堂票選
埃文斯在1999年票選只得到3.6%的選票，因此失去票選資格。棒球數據專家比爾·詹姆斯認為埃文斯的進階數據不夠出色，因此無法獲得夠多名人堂選票。2020年名人堂票選，現代棒球年代委員會選出10位球員進行名人堂補選，然而埃文斯只差4票，依然與名人堂擦身而過。

## 個人生活
埃文斯育有3名子女。2019年4月，他的小兒子賈斯汀因為神經纖維瘤病引發併發症去世，享年42歲。他的大兒子提摩西也在10個月後因為同個病症去世。
即便埃文斯先後失去兩個兒子，他的孫子貝拉汀諾在2019年選秀被紅襪隊於34輪選中。
2011年，埃文斯曾在法拉利兄弟執導的電影《放風通行證》中客串演出。

## 生涯打擊數據
| 出賽場次 | 打席  | 打數 | 得分 | 安打 | 二安 | 三安 | 全壘打 | 打點 | 盜壘 | 保送 | 三振 | 打擊率 | 上壘率 | 長打率 | OPS  | 觸身球 |
| -------- | ----- | ---- | ---- | ---- | ---- | ---- | ------ | ---- | ---- | ---- | ---- | ------ | ------ | ------ | ---- | ------ |
| 2606     | 10569 | 8996 | 1470 | 2446 | 483  | 73   | 385    | 1384 | 78   | 1391 | 1697 | .272   | .370   | .470   | .840 | 53     |

## 外部連結
- 球員資訊和成績在MLB ，ESPN ，Retrosheet ，Baseball Reference ，Baseball Reference (Minors) ，Fangraphs ，The Baseball Cube （英文）

| 成就             | 成就                      | 成就                   |
| ---------------- | ------------------------- | ---------------------- |
| 前任： 威利·麥基 | 完全打擊 1984年6月28日    | 繼任： Jeffrey Leonard |
| 體育角色         |                           |                        |
| 前任： Rick Down | 波士頓紅襪打擊教練 2002年 | 繼任： Ron Jackson     |